# Іст-Сайд (Мангеттен)
Іст-Сайд (англ. East Side, східна сторона) — стосується сторони Мангеттена, яка впирається в Іст-Ривер і виходить на Бруклін і Квінс. П'ята авеню, Центральний парк від 59-ї до 110-ї вулиць і Бродвей нижче 8-ї вулиці відокремлюють його від Вест-Сайду.
Основні нейборгуди Іст-Сайду включають (з півночі на південь) Східний Гарлем, Йорквілл, Верхній Іст-Сайд, Тертл-Бей, Маррі-Хілл, Кіпс-Бей, Грамерсі, Іст-Вілледж і Нижній Іст-Сайд. Основними швидкісними магістралями з півночі на південь, що обслуговують Іст-Сайд, є Іст-Рівер-Драйв Франкліна Д. Рузвельта та Гарлем-Рівер-Драйв, які на більшій частині своєї довжини відокремлені від східного берега острова Манхеттенською набережною Грінвей. Іст-Сайд обслуговується гілкою IRT East Side Line ньюйоркського метро і багатьма автобусними лініями.